# Блек Спрингс (Арканзас)
Блек Спрингс (енгл. Black Springs) град је у америчкој савезној држави Арканзас.

## Демографија
По попису из 2010. године број становника је 99, што је 15 (-13,2%) становника мање него 2000. године.
| Група             | 2000.       | 2010.       |
| Белци             | 111 (97,4%) | 99 (100,0%) |
| Афроамериканци    | 0 (0,0%)    | 0 (0,0%)    |
| Азијати           | 0 (0,0%)    | 0 (0,0%)    |
| Хиспаноамериканци | 0 (0,0%)    | 0 (0,0%)    |
| Укупно            | 114         | 99          |